# Saturn Award per la miglior regia
Il Saturn Award per il miglior regista (Best Director) o la miglior regia (Best Direction) è un premio assegnato annualmente nel corso dei Saturn Awards dal 1976 ad oggi.

## Vincitori e candidati
I vincitori sono indicati in grassetto.

### Anni 1970
- 1976
  - Mel Brooks - Frankenstein Junior (Young Frankenstein)
- 1977
  - Dan Curtis - Ballata macabra (Burnt Offerings)
- 1978
  - Steven Spielberg - Incontri ravvicinati del terzo tipo (Close Encounters of the Third Kind)
  - George Lucas - Guerre stellari (Star Wars)
  - Don Taylor - L'isola del dottor Moreau (The Island of Dr. Moreau)
  - Nicolas Gessner - Quella strana ragazza che abita in fondo al viale (The Little Girl Who Lives Down the Lane)
  - Carl Reiner - Bentornato, Dio! (Oh, God!)
- 1979
  - Philip Kaufman - Terrore dallo spazio profondo (Invasion of the Body Snatchers)
  - Franklin J. Schaffner - I ragazzi venuti dal Brasile (The Boys from Brazil)
  - Warren Beatty e Buck Henry - Il paradiso può attendere (Heaven Can Wait)
  - Richard Donner - Superman
  - Robin Hardy - The Wicker Man

### Anni 1980
- 1980
  - Ridley Scott - Alien
  - John Badham - Dracula
  - Peter Weir - L'ultima onda (The Last Wave)
  - Robert Wise - Star Trek (Star Trek: The Motion Picture)
  - Nicholas Meyer - L'uomo venuto dall'impossibile (Time After Time)
- 1981
  - Irvin Kershner - L'Impero colpisce ancora (Star Wars: Episode V - The Empire Strikes Back)
  - Ken Russel - Stati di allucinazione (Altered States)
  - Brian De Palma - Vestito per uccidere (Dressed to Kill)
  - Vernon Zimmerman - Dissolvenza in nero (Fade to Black)
  - Stanley Kubrick - Shining (The Shining)
- 1982
  - Steven Spielberg - I predatori dell'arca perduta (Raiders of the Lost Ark)
  - John Carpenter - 1997: Fuga da New York (Escape from New York)
  - John Boorman - Excalibur
  - Terry Gilliam - I banditi del tempo (Time Bandits)
  - Michael Wadleigh - Wolfen, la belva immortale (Wolfen)
- 1983
  - Nicholas Meyer - Star Trek II - L'ira di Khan (Star Trek: The Wrath of Khan)
  - Ridley Scott - Blade Runner
  - Steven Spielberg - E.T. l'extra-terrestre (E.T. the Extra-Terrestrial)
  - George Miller - Interceptor - Il guerriero della strada (Mad Max 2: The Road Warrior)
  - Tobe Hooper - Poltergeist - Demoniache presenze (Poltergeist)
- 1984
  - John Badham - Wargames - Giochi di guerra (WarGames)
  - Douglas Trumbull - Brainstorm - Generazione elettronica (Brainstorm)
  - Richard Marquand - Il ritorno dello Jedi (Star Wars: Episode VI - Return of the Jedi)
  - David Cronenberg - La zona morta (The Dead Zone)
  - Woody Allen - Zelig
- 1985
  - Joe Dante - Gremlins
  - Steven Spielberg - Indiana Jones e il tempio maledetto (Indiana Jones and the Temple of Doom)
  - Ron Howard - Splash - Una sirena a Manhattan (Splash)
  - Leonard Nimoy - Star Trek III - Alla ricerca di Spock (Star Trek III: The Search for Spock)
  - James Cameron - Terminator (The Terminator)
- 1986
  - Ron Howard - Cocoon - L'energia dell'universo (Cocoon)
  - Robert Zemeckis - Ritorno al futuro (Back to the Future)
  - Tom Holland - Ammazzavampiri (Fright Night)
  - George Miller - Mad Max oltre la sfera del tuono (Mad Max Beyond Thunderdome)
  - Woody Allen - La rosa purpurea del Cairo (The Purple Rose of Cairo)
  - Dan O'Bannon - Il ritorno dei morti viventi (The Return of the Living Dead)
- 1987
  - James Cameron - Aliens - Scontro finale (Aliens)
  - Randal Kleiser - Navigator (Flight of the Navigator)
  - John Badham - Corto circuito (Short Circuit)
  - Leonard Nimoy - Rotta verso la Terra (Star Trek IV: The Voyage Home)
  - David Cronenberg - La mosca (The Fly)
- 1988
  - Paul Verhoeven - RoboCop
  - Kathryn Bigelow - Il buio si avvicina (Near Dark)
  - Joe Dante - Salto nel buio (Innerspace)
  - William Dear - Bigfoot e i suoi amici (Harry and the Hendersons)
  - Jack Sholder - L'alieno (The Hidden)
  - Stan Winston - Pumpkinhead

### Anni 1990
- 1990
  - Robert Zemeckis - Chi ha incastrato Roger Rabbit (Who Framed Roger Rabbit)
  - Tim Burton - Beetlejuice - Spiritello porcello (Beetlejuice)
  - Renny Harlin - Nightmare 4 - Il non risveglio (A Nightmare on Elm Street 4: The Dream Master)
  - Anthony Hickox - Waxwork - Benvenuti al museo delle cere (Waxwork)
  - Penny Marshall - Big
  - Charles Matthau - Galeotti sul pianeta Terra (Doin' Time on Planet Earth)
- 1991
  - James Cameron - The Abyss
  - Clive Barker - Cabal (Nightbreed)
  - Joe Dante - Gremlins 2 - La nuova stirpe (Gremlins 2: The New Batch)
  - Alejandro Jodorowsky - Santa Sangre
  - Frank Marshall - Aracnofobia (Arachnophobia)
  - Sam Raimi - Darkman
  - Paul Verhoeven - Atto di forza (Total Recall)
  - Robert Zemeckis - Ritorno al futuro - Parte III (Back to the Future Part III)
  - Jerry Zucker - Ghost - Fantasma (Ghost)
- 1992
  - James Cameron - Terminator 2 - Il giorno del giudizio (Terminator 2: Judgment Day)
  - Roger Corman - Frankenstein oltre le frontiere del tempo (Frankenstein Unbound)
  - William Dear - Un agente segreto al liceo (If Looks Could Kill)
  - Jonathan Demme - Il silenzio degli innocenti (The Silence of the Lambs)
  - Terry Gilliam - La leggenda del re pescatore (The Fisher King)
  - Eric Red - No Control - Fuori controllo (Body Parts)
- 1993
  - Francis Ford Coppola - Dracula di Bram Stoker (Dracula)
  - Tim Burton - Batman - Il ritorno (Batman Returns)
  - David Fincher - Alien³
  - William Friedkin - Assassino senza colpa? (Rampage)
  - Randal Kleiser - Tesoro, mi si è allargato il ragazzino (Honey, I Blew Up the Kid)
  - Paul Verhoeven - Basic Instinct
  - Robert Zemeckis - La morte ti fa bella (Death Becomes Her)
- 1994
  - Steven Spielberg - Jurassic Park
  - John McTiernan - Last Action Hero - L'ultimo grande eroe (Last Action Hero)
  - Harold Ramis - Ricomincio da capo (Groundhog Day)
  - George A. Romero - La metà oscura (The Dark Half)
  - Henry Selick - Nightmare Before Christmas (The Nightmare Before Christmas)
  - Ron Underwood - 4 fantasmi per un sogno (Heart and Souls)
  - John Woo - Senza tregua (Hard Target)
- 1995
  - James Cameron - True Lies
  - Jan de Bont - Speed
  - William Dear - Angels (Angels in the Outfield)
  - Neil Jordan - Intervista col vampiro (Interview with the Vampire: The Vampire Chronicles)
  - Alex Proyas - Il corvo - The Crow (The Crow)
  - Robert Zemeckis - Forrest Gump
- 1996
  - Kathryn Bigelow - Strange Days
  - David Fincher - Seven
  - Terry Gilliam - L'esercito delle 12 scimmie (12 Monkeys)
  - Joe Johnston - Jumanji
  - Frank Marshall - Congo
  - Robert Rodriguez - Dal tramonto all'alba (From Dusk till Dawn)
  - Bryan Singer - I soliti sospetti (The Usual Suspects)
- 1997
  - Roland Emmerich - Independence Day
  - Tim Burton - Mars Attacks!
  - Joel Coen - Fargo
  - Wes Craven - Scream
  - Jonathan Frakes - Primo contatto (Star Trek: First Contact)
  - Peter Jackson - Sospesi nel tempo (The Frighteners)
- 1998
  - John Woo - Face/Off - Due facce di un assassino (Face/Off)
  - Jean-Pierre Jeunet - Alien - La clonazione (Alien Resurrection)
  - Barry Sonnenfeld - Men in Black
  - Steven Spielberg - Il mondo perduto - Jurassic Park (The Lost World: Jurassic Park)
  - Paul Verhoeven - Starship Troopers - Fanteria dello spazio (Starship Troopers)
  - Robert Zemeckis - Contact
- 1999
  - Michael Bay - Armageddon - Giudizio finale (Armageddon)
  - Rob Bowman - X-Files - Il film (The X Files)
  - Roland Emmerich - Godzilla
  - Alex Proyas - Dark City
  - Bryan Singer - L'allievo (Apt Pupil)
  - Peter Weir - The Truman Show

### Anni 2000
- 2000
  - Andy e Larry Wachowski - Matrix (The Matrix)
  - Tim Burton - Il mistero di Sleepy Hollow (Sleepy Hollow)
  - Frank Darabont - Il miglio verde (The Green Mile)
  - George Lucas - Star Wars: Episodio I - La minaccia fantasma (Star Wars: Episode I - The Phantom Menace)
  - Dean Parisot - Galaxy Quest
  - Stephen Sommers - La mummia (The Mummy)
- 2001
  - Bryan Singer - X-Men
  - Ridley Scott - Il gladiatore (Gladiator)
  - Ron Howard - Il Grinch (Dr. Seuss' How the Grinch Stole Christmas)
  - Clint Eastwood - Space Cowboys
  - Robert Zemeckis - Le verità nascoste (What Lies Beneath)
  - Ang Lee - La tigre e il dragone (Wòhǔ Cánglóng)
- 2002
  - Peter Jackson - Il Signore degli Anelli - La Compagnia dell'Anello (The Lord of the Rings: The Fellowship of the Ring)
  - Steven Spielberg - A.I. - Intelligenza artificiale (A.I. Artificial Intelligence)
  - Chris Columbus - Harry Potter e la pietra filosofale (Harry Potter and the Sorcerer's Stone)
  - David Lynch - Mulholland Drive (Mulholland Dr.)
  - Alejandro Amenábar - The Others
  - Christophe Gans - Il patto dei lupi (Le Pacte des loups)
- 2003
  - Steven Spielberg - Minority Report
  - Bill Paxton - Frailty - Nessuno è al sicuro (Frailty)
  - Chris Columbus - Harry Potter e la camera dei segreti (Harry Potter and the Chamber of Secrets)
  - Peter Jackson - Il Signore degli Anelli - Le due torri (The Lord of the Rings: The Two Towers)
  - Sam Raimi - Spider-Man
  - George Lucas - Star Wars: Episodio II - L'attacco dei cloni (Star Wars: Episode II - Attack of the Clones)
- 2004
  - Peter Jackson - Il Signore degli Anelli - Il ritorno del re (The Lord of the Rings: The Return of the King)
  - Danny Boyle - 28 giorni dopo (28 Days Later)
  - Quentin Tarantino - Kill Bill: Volume 1 (Kill Bill: Vol. 1)
  - Edward Zwick - L'ultimo samurai (The Last Samurai)
  - Gore Verbinski - La maledizione della prima luna (Pirates of the Caribbean: The Curse of the Black Pearl)
  - Bryan Singer - X-Men 2 (X2)
- 2005
  - Sam Raimi - Spider-Man 2
  - Michael Mann - Collateral
  - Michel Gondry - Se mi lasci ti cancello (Eternal Sunshine of the Spotless Mind)
  - Alfonso Cuarón - Harry Potter e il prigioniero di Azkaban (Harry Potter and the Prisoner of Azkaban)
  - Quentin Tarantino - Kill Bill: Volume 2 (Kill Bill: Vol. 2)
  - Yimou Zhang - La foresta dei pugnali volanti (十面埋伏)
- 2006
  - Peter Jackson - King Kong
  - Andrew Adamson - Le cronache di Narnia - Il leone, la strega e l'armadio (The Chronicles of Narnia: The Lion, the Witch and the Wardrobe)
  - George Lucas - Star Wars: Episodio III - La vendetta dei Sith (Star Wars Episode III: Revenge of the Sith)
  - Mike Newell - Harry Potter e il calice di fuoco (Harry Potter and the Goblet of Fire)
  - Christopher Nolan - Batman Begins
  - Steven Spielberg - La guerra dei mondi (War of the Worlds)
- 2007
  - Bryan Singer - Superman Returns
  - J. J. Abrams - Mission: Impossible III
  - Alfonso Cuarón - I figli degli uomini (Children of Men)
  - Guillermo del Toro - Il labirinto del fauno (El laberinto del fauno)
  - Mel Gibson - Apocalypto
  - Tom Tykwer - Profumo - Storia di un assassino (Perfume: The Story of a Murderer)
- 2008
  - Zack Snyder - 300
  - Paul Greengrass - The Bourne Ultimatum - Il ritorno dello sciacallo (The Bourne Ultimatum)
  - David Yates - Harry Potter e l'Ordine della Fenice (Harry Potter and the Order of the Phoenix)
  - Frank Darabont - The Mist
  - Sam Raimi - Spider-Man 3
  - Tim Burton - Sweeney Todd - Il diabolico barbiere di Fleet Street (Sweeney Todd: The Demon Barber of Fleet Street)
- 2009
  - Jon Favreau - Iron Man
  - Andrew Stanton - WALL•E
  - Bryan Singer - Operazione Valchiria (Valkyrie)
  - Christopher Nolan - Il cavaliere oscuro (The Dark Knight)
  - Clint Eastwood - Changeling
  - David Fincher - Il curioso caso di Benjamin Button (The Curious Case of Benjamin Button)
  - Steven Spielberg - Indiana Jones e il regno del teschio di cristallo (Indiana Jones and the Kingdom of the Crystal Skull)

### Anni 2010
- 2010
  - James Cameron - Avatar
  - J. J. Abrams - Star Trek
  - Kathryn Bigelow - The Hurt Locker
  - Neill Blomkamp - District 9
  - Guy Ritchie - Sherlock Holmes
  - Zack Snyder - Watchmen
  - Quentin Tarantino - Bastardi senza gloria (Inglourious Basterds)
- 2011
  - Christopher Nolan - Inception
  - Clint Eastwood - Hereafter
  - Darren Aronofsky - Il cigno nero (Black Swan)
  - Matt Reeves - Blood Story (Let Me In)
  - Martin Scorsese - Shutter Island
  - David Yates - Harry Potter e i Doni della Morte - Parte 1 (Harry Potter and the Deathly Hallows: Part 1)
- 2012
  - J. J. Abrams - Super 8
  - Brad Bird - Mission: Impossible - Protocollo fantasma (Mission: Impossible - Ghost Protocol)
  - Martin Scorsese - Hugo Cabret (Hugo)
  - Steven Spielberg - Le avventure di Tintin - Il segreto dell'Unicorno (The Adventures of Tintin)
  - Rupert Wyatt - L'alba del pianeta delle scimmie (Rise of the Planet of the Apes)
  - David Yates - Harry Potter e i Doni della Morte - Parte 2 (Harry Potter and the Deathly Hallows - Part 2)
- 2013
  - Joss Whedon - The Avengers
  - William Friedkin - Killer Joe
  - Peter Jackson - Lo Hobbit - Un viaggio inaspettato (The Hobbit: An Unexpected Journey)
  - Rian Johnson - Looper
  - Ang Lee - Vita di Pi (Life of Pi)
  - Christopher Nolan - Il cavaliere oscuro - Il ritorno (The Dark Knight Rises)
- 2014
  - Alfonso Cuarón - Gravity
  - J. J. Abrams - Into Darkness - Star Trek (Star Trek Into Darkness)
  - Peter Berg - Lone Survivor
  - Peter Jackson - Lo Hobbit - La desolazione di Smaug (The Hobbit: The Desolation of Smaug)
  - Francis Lawrence - Hunger Games: La ragazza di fuoco (The Hunger Games: Catching Fire)
  - Guillermo del Toro - Pacific Rim
- 2015[1][2]
  - James Gunn - Guardiani della Galassia (Guardians of the Galaxy)
  - Alejandro González Iñárritu - Birdman
  - Doug Liman - Edge of Tomorrow - Senza domani (Edge of Tomorrow)
  - Christopher Nolan - Interstellar
  - Matt Reeves - Apes Revolution - Il pianeta delle scimmie (Dawn of the Planet of the Apes)
  - Joe Russo e Anthony Russo - Captain America: The Winter Soldier
  - Bryan Singer - X-Men - Giorni di un futuro passato (X-Men: Days of Future Past)
- 2016[3][4]
  - Ridley Scott - Sopravvissuto - The Martian (The Martian)
  - Alex Garland - Ex Machina
  - Colin Trevorrow - Jurassic World
  - George Miller - Mad Max: Fury Road
  - Guillermo del Toro - Crimson Peak
  - J. J. Abrams - Star Wars - Il risveglio della Forza (Star Wars: The Force Awakens)
  - Peyton Reed - Ant-Man
- 2017[5]
  - Gareth Edwards – Rogue One: A Star Wars Story
  - Scott Derrickson – Doctor Strange
  - Jon Favreau – Il libro della giungla (The Jungle Book)
  - Anthony e Joe Russo – Captain America: Civil War
  - Bryan Singer – X-Men - Apocalisse (X-Men: Apocalypse)
  - Steven Spielberg – Il GGG - Il grande gigante gentile (The BFG)
  - Denis Villeneuve – Arrival
- 2018[6]
  - Ryan Coogler - Black Panther
  - Guillermo del Toro - La forma dell'acqua - The Shape of Water (The Shape of Water)
  - Patty Jenkins - Wonder Woman
  - Rian Johnson - Star Wars - Gli ultimi Jedi (Star Wars: The Last Jedi)
  - Jordan Peele - Scappa - Get Out (Get Out)
  - Matt Reeves - The War - Il pianeta delle scimmie (War for the Planet of the Apes)
  - Denis Villeneuve - Blade Runner 2049
- 2019[7]
  - Jordan Peele - Noi (Us)
  - Anna Boden e Ryan Fleck - Captain Marvel
  - Karyn Kusama - Destroyer
  - Guy Ritchie - Aladdin
  - Anthony e Joe Russo - Avengers: Endgame
  - Steven Spielberg - Ready Player One
  - James Wan - Aquaman
  - Zhang Yimou - Shadow

### Anni 2020
- 2021[8][9]
  - J. J. Abrams - Star Wars - L'ascesa di Skywalker (Star Wars: The Rise of Skywalker)
  - Niki Caro - Mulan
  - Mike Flanagan - Doctor Sleep
  - Christopher Nolan - Tenet
  - Gina Prince-Bythewood - The Old Guard
  - Quentin Tarantino - C'era una volta a... Hollywood (Once Upon a Time in... Hollywood)
  - Leigh Whannell - L'uomo invisibile (The Invisible Man)

- 2022
  - Matt Reeves - The Batman
  - Guillermo del Toro - La fiera delle illusioni - Nightmare Alley (Nightmare Alley)
  - Joseph Kosinski - Top Gun: Maverick
  - Jordan Peele - Nope
  - S. S. Rajamouli - RRR
  - Steven Spielberg - West Side Story
  - Jon Watts - Spider-Man: No Way Home

- 2024
  - James Cameron - Avatar - La via dell'acqua (Avatar: The Way of Water)
  - Greta Gerwig - Barbie
  - James Gunn - Guardiani della Galassia Vol. 3 (Guardians of the Galaxy Vol. 3)
  - James Mangold - Indiana Jones e il quadrante del destino (Indiana Jones and the Dial of Destiny)
  - Mark Mylod - The Menu
  - Christopher Nolan - Oppenheimer
  - Danny e Michael Philippou - Talk to Me